# لکها واشینگتن
لکها واشینگتن (به انگلیسی: Lekha Washington) بازیگر هندی است.
از فیلم‌هایی که وی در آن نقش داشته‌است می‌توان به بوفالوی هیجان‌زده ماترو، به خاطر تو و فریاد اشاره کرد.